# Onze-Lieve-Vrouwekapel (Halle)

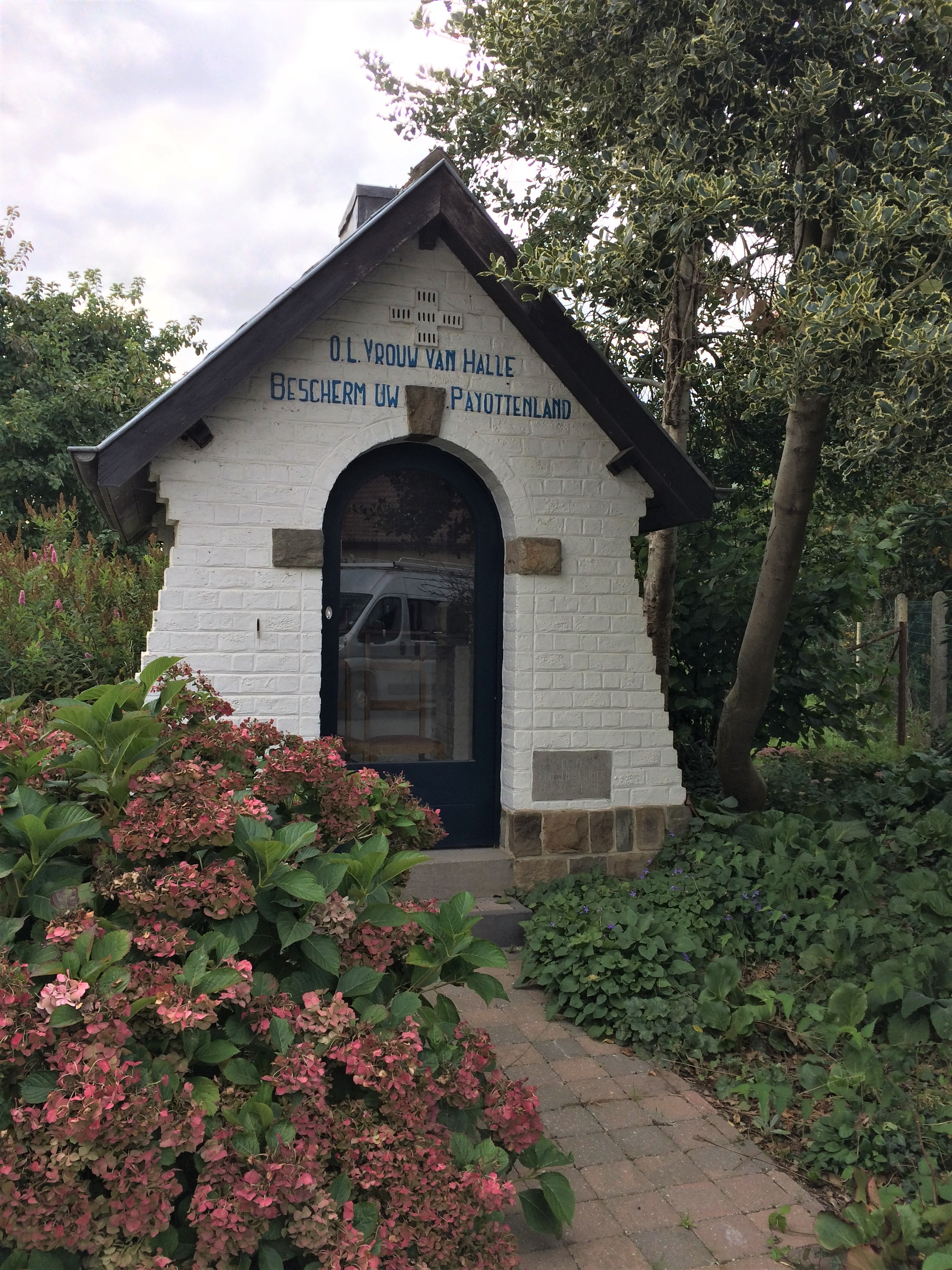
Onze-Lieve-Vrouw van Halle te Vlezenbeek, Rekerstraat

De Onze-Lieve-Vrouwekapel is een kapel in de tot de Vlaams-Brabantse gemeente Sint-Pieters-Leeuw behorende plaats Vlezenbeek, gelegen tegenover Rekerstraat 37.
Deze kapel uit 1950 heeft een gekleurd glas-in-loodraam met ruitvormig patroon aan beide kanten. De kapel werd op 28 augustus ingewijd met nog drie andere kapellen in Vlezenbeek. In 1955 werd er het 650-jarige bestaan van de parochie Vlezenbeek gevierd. 
De toren die een miniatuur van de koepel van de toren van de Halse basiliek zou zijn, is verdwenen. Er staan verschillende opschriften op de kapel, aan de voorzijde: “O.L. Vrouw van Halle bescherm uw payottenland” en aan de binnenzijde: “Moeder van Halle wij blijven u trouw”.